# Kangga (Indonesië)
Kangga is een bestuurslaag in het regentschap Bima van de provincie West-Nusa Tenggara, Indonesië. Kangga telt 1355 inwoners (volkstelling 2010).